# 青岛体育
青岛的体育活动源远流长，早在东周时期即已形成集健身与娱乐为一体的民间传统体育，习武、贺春之风由来已久。19世纪末建置前，武术、气功、竞跑、登山、举重、射箭、龙舟、游泳、划船、跳绳、踢毽、放风筝、摔跤、拔河、弈棋等各种活动非常盛行，又独具地方特色。建立德国租借地后，西方体育开始传入，由教会开办的学校开始展开的体育项目逐渐成为青岛体育的主流。1901年，礼贤书院首次将体育列为必修课。1904年，首度举办了帆船比赛。1908年，青岛高尔夫球会成立，是时青岛最早的体育团体之一；进而体育开始由学校走向社会。1920年代起，青岛体育加速发展：1924年，青岛中华体育会成立，开始开展有组织有领导的活动；随后青岛中华武术社、青岛国术馆、青岛体育协进会、青岛万国体育会、青岛国际俱乐部、青岛基督教青年会等群众体育社团纷纷成立。全市中小学每年春秋两季举办田径运动会也基本形成制度。1925年，青岛市组队参加了第12届华北运动会。1930年夏，青岛市举办了首届全市游泳比赛。1933年，青岛市主办了第17届华北运动会；同年，《体育周刊》在青岛创刊，市立体育场建成。其后，一大批各种类型的现代体育场馆相继建成并投入使用。
1935年，青岛市组团参加了第6届全国运动会。第二次日占时期曾组团参加过华北城市友好运动会（華北都市交歓体育大会），足球和部分田径项目曾获得冠军。1948年，青岛市组团参加了第7届全国运动会。1950年代，青岛航海运动俱乐部、航空运动俱乐部、陆上运动俱乐部建立，设立了专业性质的青岛市体育运动委员会运动科、青岛市青少年业余体育学校、青岛市体育学校等。1956年，国家体育运动委员会在青岛主办全国航海运动大会。1970年代后期成立了青岛市航海运动学校、青岛市航空运动学校和青岛市军事体育学校，1980年代成立了青岛市优秀运动队、青岛体育训练基地。1983年，青岛市被评为“全国田径之乡”。1987年，中华体育总会青岛市分会和青岛市体育科学会成立。1990年代末，青岛市通过制定一系列地方法规，进一步规范了体育市场管理。2001年，青岛成为2008年夏季奥林匹克运动会和残疾人奥林匹克运动会的伙伴城市，负责承办部分水上运动项目；随后完成了青岛奥帆中心的建设，在通过了一系列测试赛的考验后，于2008年夏天成功举办了比赛。

## 群众体育
青岛的民间群众体育活动历史悠久、丰富多彩。建置前，胶州湾周边的各乡就有多种群众喜闻乐见的民间体育形式，包括娱乐性的放风筝、荡秋千、踢毽子、跳大绳、跳皮筋、抽陀螺、打弹弓、弹玻璃球、丢沙包等和对抗性的摔跤、拔河、角抵、推掌等。多在农闲时举行，乡土气息浓郁，又因其具有简单易学的特点而流传至今、长盛不衰。1920年代，部分机关及企业单位职员开始开展篮球、足球、网球、田径、赛马等体育活动，曾举办了一系列比赛。1926年起，全市中小学每年举办春秋两季的田径运动会。
1949年至1953年间，连续举办了4届全市综合性运动会；其后改为分别举行年度职工、中学生、小学生和不定期市级机关、大学生、中专学生运动会。1950年代推行“劳动与卫国”制度。1955年起，青岛市每年举行工人体育运动大会，1956年更名为青岛市工人运动会、1958年更名为青岛市职工运动会。1956年的第一届全国少年体育大会、1958年的第一届全国中学生运动会和1963年的全国少年田径运动会在均青岛举办。1959年，首届青岛市农民运动会在胶州举办。1965年起举行一年一度的群众性大规模游泳、横渡海湾等水上运动。
1979年，青岛市获评全国职工体育先进城市。1984年，青岛市老年人体育协会成立，若干老年群众性运动队先后成立。1986年起，每年举办一次全市性的老年人运动会。1987年，青岛市职工体育协会成立。1992年，青岛市作为群众体育先进单位出席了全国表彰大会。1995年，青岛市农民体育协会成立。1998年举办了大型系列健身运动和全市街道运动会。1999年，为实施全民健身计划纲要一期工程第三阶段，年内举办了若干项国内国际群众性体育活动。2001年，青岛市承办了全国亿万职工全民健身活动，并作为全国城市唯一代表在全国群众体育表彰大会上做经验介绍。2003年，首届青岛市体育大会举行，历时4个多月。2004年举办了青岛市首届海滨沙滩健身节。

## 竞技体育
青岛市竞技体育发展良好，成绩显著。1920年代，现代田径运动首先在学校中兴起。1930年代开始，青岛市每年举办全市春季运动会。1949年举办了共和国时期首届全市综合性的人民体育大会，1950年举办了首届全市游泳比赛。在共和国第一届全国运动会上，青岛籍运动员达到138名（占山东代表团人数的56%），其中有9人打破21项全国纪录；1979年，青岛市被确定为全国足球重点城市，以青岛运动员为主的山东足球队获第4届全国运动会冠军。
1980年代，青岛的竞技体育在经历了六七十年代的停滞期后恢复发展，竞技项目增加到30余项。1982年，青岛承办了全国帆板比赛。1986年评选全国十佳田径运动员，其中三位当选者为青岛人。1986年，国家体育运动委员会在青岛主办全国秋季竞走比赛。1995年，青岛足球队获第3届全国城市运动会冠军。2000年，青岛市有8人入选第27届奥运会中国体育代表团，青岛羽毛球队获得首届全国俱乐部联赛冠军。在2004年的第28届奥运会上，8名运动员和1名教练员入选中国代表团，青岛籍运动员共获得2枚银牌；在2008年的第28届奥运会上，22名运动员和4名教练员入选中国代表团，青岛籍运动员共获得1枚金牌、1枚银牌和2枚铜牌；在2012年的第30届奥运会上，14名运动员和1名教练员入选中国代表团，青岛籍运动员共获得2枚金牌和1枚银牌。

### 足球
青岛是中国较早开展足球运动的城市，由于涌现出了大量足球人才，获得了「足球城」的美誉。青岛的第一支足球队是于1924年1月成立的中华足球队。1953年，青岛举办首届青岛市足球锦标赛，共有40余队参赛。1955年一月举办全市足球联赛，组建青岛工人联队。青岛工人联队同年2月代表青岛参加全国大中城市分区足球锦标赛上海赛区的比赛并夺得冠军。1956年6月，全国足球锦标赛(1955年分区赛的冠亚军)在青岛举行，是建国后在青岛举行的第一次全国足球大赛。1976年7月青岛参加全国少年足球分区赛，获威海赛区冠军。1979年，以青岛运动员为主组成的山东省足球队在第四届全运会上荣登冠军宝座。1987年青岛队获得全国小学生“希望杯”冠军。1984到1986年，全省举行5人制小足球赛，人民路第二小学获“三连冠”。青岛青年队(U18)分别于1995年第三届城市运动会，1999年第四届城市运动会，2011年第七届城市运动会分别夺得冠军。1990年成立的山东省经贸委(青岛)队（青岛中能足球俱乐部前身）是青岛第一支职业俱乐部。尽管该队常年在职业联赛中表现不佳同时备受假球传闻困扰，但是该队于2002年获得了中国足协杯的冠军，这也是青岛职业足球历史上的第一个也是唯一一个全国冠军。青岛是中国最早开展城市联赛的城市。2005年青岛作为亚足联“亚洲展望”计划的一部分，开始了最初由14家业余俱乐部参加的城市联赛。时任亚足联主席哈曼，秘书长维拉潘参加了城市联赛的开幕式和颁奖仪式。
在青岛足球的发展过程中，为国家队，国奥队也输送了如郝海东，宿茂臻，郑龙，于大宝，李霄鹏，陈刚，王永珀，纪玉杰，姜宁，高尧，舒畅等等大量球员。

### 帆船运动

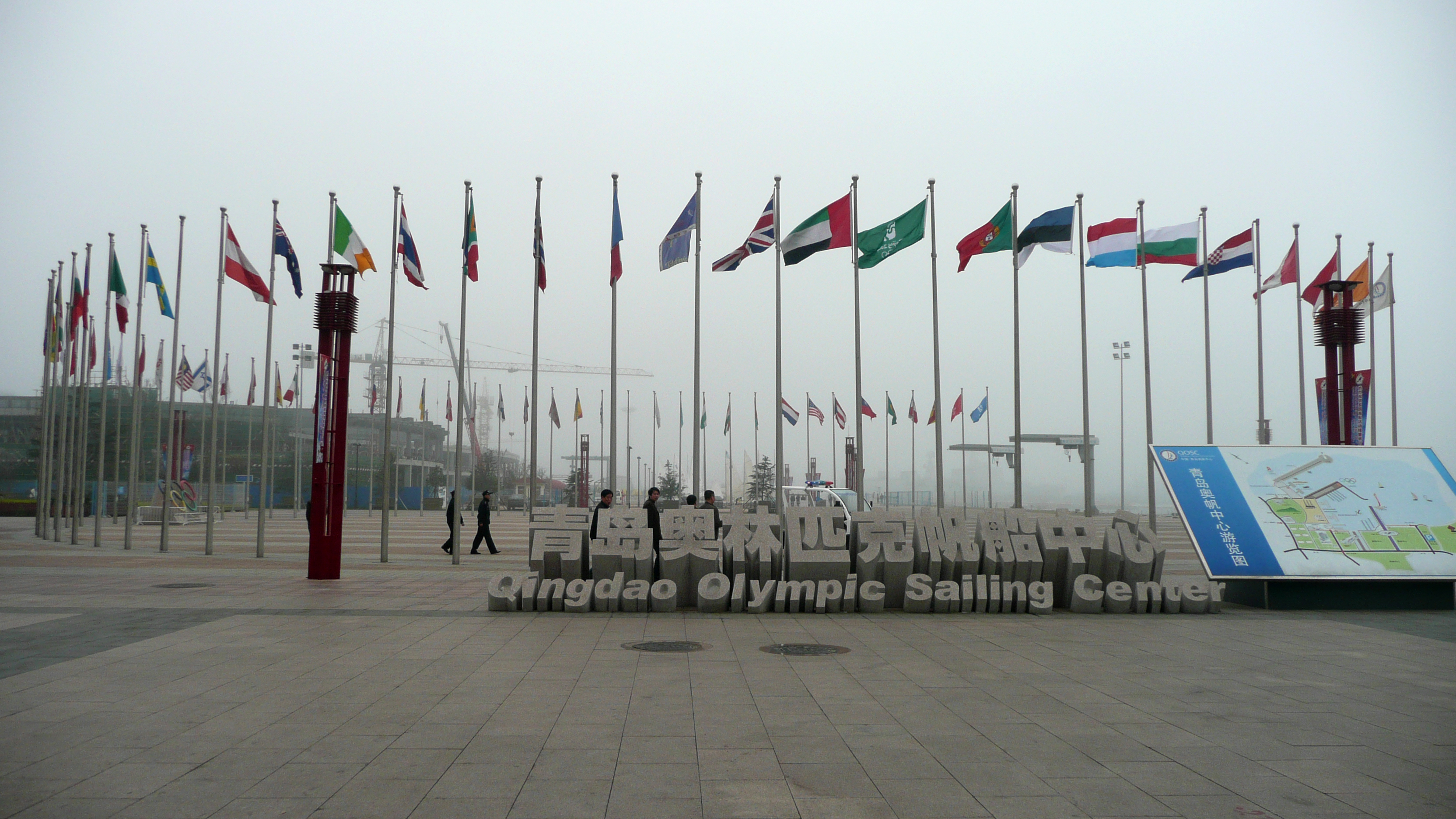
青岛奥林匹克帆船中心

青岛是中国最早开展帆船运动的城市，被誉为中国的「帆船之都」。1904年5月11日，德租青岛皇家帆船俱乐部举办了帆船比赛，成为中国最早的帆船运动的历史记录。1936年起，青岛每年举办“市长杯”帆船竞赛'直至因战争而中断。1980年8月24至28日，中国第1届全国帆船锦标赛在青岛举行。2001年，第39届OP帆船世界锦标赛在青岛举办。2008年夏季奥林匹克运动会帆船比赛，8月于青岛奥林匹克帆船中心举行。“世界上最具影响力的航海赛事”和“规模最大的业余环球航海赛事”的克利伯环球帆船赛、“世界影响力最大的专业帆船赛之一”的沃尔沃环球帆船赛、被誉为“海上F1”的国际极限帆船赛和中日韩国际大帆船比赛等诸多国际赛事都多次将青岛设为停靠港口，青岛也代表中国队派出“青岛号”帆船参与赛事。

### 羽毛球
青岛是中国最早开展羽毛球运动的城市之一，全市拥有羽毛球馆百余所，业余羽毛球俱乐部百余家，羽毛球爱好者逾十万。比较大的企事业单位基本上都有自己的羽毛球组织，并常年开展羽毛球活动。诸多国际国内重大赛事都多次将青岛设为主场。第12届 世界羽毛球混合团体锦标赛2011年苏迪曼杯，于2011年5月在青岛举行，这是中国第三次举行此项赛事。第32届 亚洲羽毛球锦标赛2012年亚锦赛，于2012年4月在青岛举行。

## 体育俱乐部
青岛现拥有4支职业足球俱乐部、1支职业篮球俱乐部、1支职业羽毛球俱乐部和2支职业国际象棋俱乐部，分别是：
- 中国足球超级联赛——青岛中能足球俱乐部
- 中国足球甲级联赛——青岛西海岸足球俱乐部
- 中国足球乙级联赛——青岛红狮足球俱乐部
- 中国足球协会室内五人制足球超级联赛——青岛市北海逸足球俱乐部
- 中国男子篮球职业联赛——青岛国信双星雄鹰篮球俱乐部
- 中国羽毛球俱乐部超级联赛——青岛仁洲羽毛球俱乐部
- 中国国际象棋甲级联赛——青岛城阳国际象棋队
- 中国国际象棋甲级联赛——青岛青伟棋牌俱乐部

青岛曾拥有4支职业足球俱乐部，分别是：
- 青岛海利丰足球俱乐部
- 青岛青科足球俱乐部
- 青岛海鲨足球俱乐部河北雪驰队（主场位于河北保定）
- 青岛黎明足球俱乐部
- 青岛足球俱乐部

## 体育设施
1908年在汇泉跑马场集资建设的高尔夫球场，是青岛最早的体育设施之一，后迁至湛山村西。1933年在第一公园（今中山公园）兴建了市立体育场（后改为第一体育场）。1954年在德平路又兴建了一座体育场（后称第二体育场）。1955年规划建设了海泊河体育场，扩建了工人文化宫体育场。1980年代后，第一体育场改扩建为天泰体育场，海泊河体育场改扩建为弘诚体育场，前者更成为中国利用率最高的体育场作之一；第一和第六海水浴场更衣室建筑群并配置了现代化的救护设施，另有一大批新的运动场馆相继建成。

## 备注
1. ↑  因青岛市由院辖市（直辖市）降为省辖市而失去单独组团的资格，因而加入山东代表团